# Бакланд (Аљаска)
Бакланд (енгл. Buckland) град је у америчкој савезној држави Аљаска.

## Демографија
По попису из 2010. године број становника је 416, што је 10 (2,5%) становника више него 2000. године.
| Група             | 2000.     | 2010.     |
| Белци             | 13 (3,2%) | 11 (2,6%) |
| Афроамериканци    | 0 (0,0%)  | 0 (0,0%)  |
| Азијати           | 0 (0,0%)  | 0 (0,0%)  |
| Хиспаноамериканци | 5 (1,2%)  | 0 (0,0%)  |
| Укупно            | 406       | 416       |